# Meniscolophus
Meniscolophus — вимерлий рід дворізцевих Diprotodontia, відомий з раннього пліоцену пустелі Тірарі, Південна Австралія.